# Palazzo Lechi

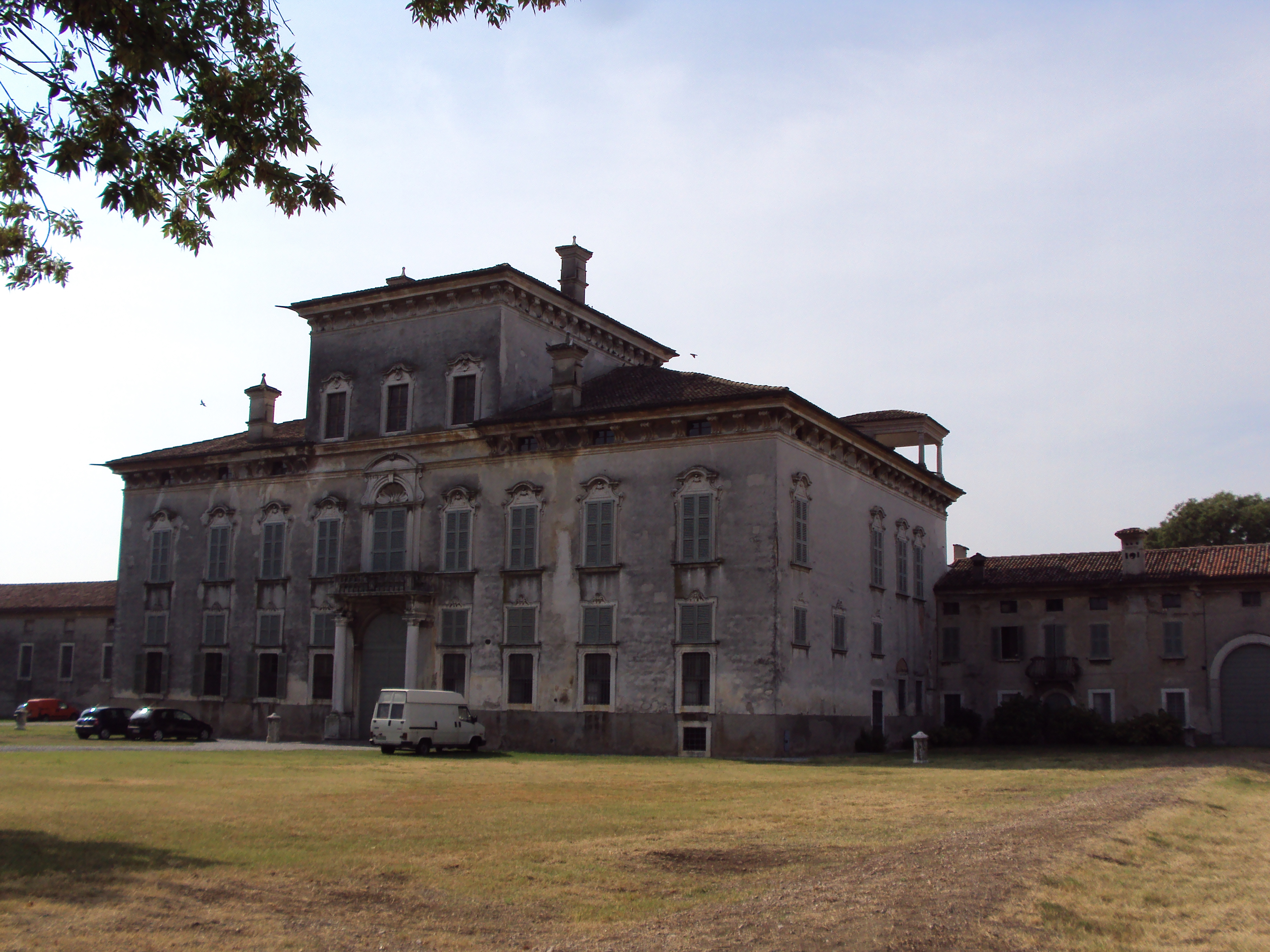
Palazzo Lechi prima dei lavori di restauro

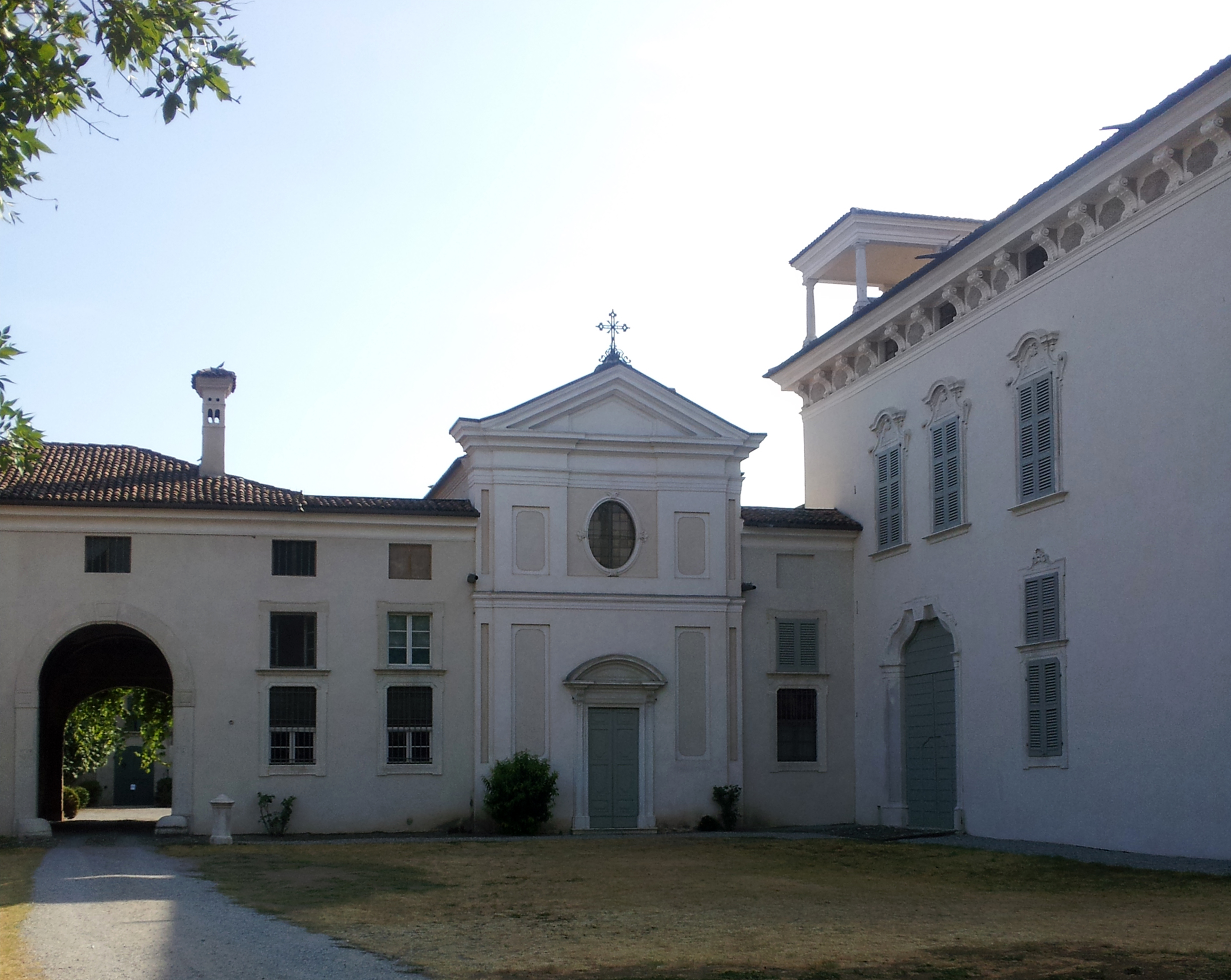
VIsta dell'oratiorio di Palazzo Lechi

Il palazzo Lechi, anche conosciuto come villa Lechi, è un palazzo nobiliare sito in Montirone che prende il suo nome dal fautore della sua realizzazione, il nobile Pietro Lechi. Costituisce un esempio di dimora patrizia settecentesca in stile Rococò presente sul territorio bresciano.

## Storia
All'inizio del XVIII secolo, il vescovo di Brescia concesse vaste aree del territorio di Montirone alla famiglia Lechi, tra cui rientrava anche l'area dove oggi sorge il palazzo Lechi. I fratelli Bernardino (1680-1741) e Pietro (1691-1764) e don Angelo Lechi decisero di costruirvi il suddetto palazzo nel 1738.
L'ideazione e la conseguente esecuzione del progetto avvenne per opera dell'architetto luganese Marco Antonio Turbino (Lugano 1680-Brescia 1756) nel 1739. La progettazione di palazzo Lechi fu basata sull'adempimento di tre funzioni primarie, quali: di rappresentanza, di villeggiatura e di conduzione agricola.

## Architettura
Il palazzo si estende in lunghezza per 150 metri lungo la strada "regale" di Ghedi. Il suo corpo centrale risulta essere avanzato di 20 metri rispetto alle ali laterali per conferire all'edificio un effetto scenografico. Per quanto riguarda le parti laterali, l'ala ovest (lato sinistro) è costituita dai resti della precedente casa Crotta, le stalle e le abitazioni dei contadini; l'ala est (lato destro) è costituita dalla cappella con la sua sagrestia e un portale che conduce ad un vasto cortile sul quale si aprono la scuderia e altri servizi. Una volta attraversato l'ingresso del palazzo un portico conduce verso il giardino all'italiana, in cui sono posizionate quattro statue in pietra del San Gottardo di Vicenza rappresentanti Marte e Flora, Pallade e Pavona. Sul lato est del portico si apre il portone dal quale uscivano le carrozze per dirigersi alla scuderia, mentre sul lato ovest si trova lo scalone d'onore. Fra le stanze interne del palazzo, di notevole importanza è il salone il quale è decorato con grandi affreschi, alcuni dei quali raffiguranti alcuni membri della famiglia Lechi, Scene profane (alle pareti), Trionfo della Ragione (sulla volta), di Carlo Innocenzo Carloni (1745).

### La chiesa
Nel lato est dell'edificio principale, si trova la chiesa a navata unica dedicata a Sant'Antonio. A fianco di questa si trova la scuderia, edificata nel 1755, che risulta essere l'ultimo lavoro eseguito da Antonio Turbino.